# Issan, Dalarna
Issan är en sjö i Borlänge kommun i Dalarna och ingår i Dalälvens huvudavrinningsområde. Sjön är 16,4 meter djup, har en yta på 0,419 kvadratkilometer och är belägen 203 meter över havet.

## Delavrinningsområde
Issan ingår i det delavrinningsområde (672208-147252) som SMHI kallar för Utloppet av Övre Valsan. Medelhöjden är 242 meter över havet och ytan är 12,61 kvadratkilometer. Räknas de 2 avrinningsområdena uppströms in blir den ackumulerade arean 33,56 kvadratkilometer. Vallmoraån (Finnhytteån) som avvattnar avrinningsområdet har biflödesordning 2, vilket innebär att vattnet flödar genom totalt 2 vattendrag innan det når havet efter 223 kilometer. Avrinningsområdet består mestadels av skog (77 procent). Avrinningsområdet har 1,79 kvadratkilometer vattenytor vilket ger det en sjöprocent på 14,2 procent.